# 達尼納
50°52′52″N 31°49′13″E / 50.88111°N 31.82028°E
達尼納（烏克蘭語：Данина）是位於烏克蘭北部切爾尼希夫州裏尼任區的村莊，始建於1627年，面積3.74平方公里，海拔高度125米，2001年人口1,022，人口密度每平方公里273.4人。